# Vezdemarbán
Vezdemarbán – gmina w Hiszpanii, w prowincji Zamora, w Kastylii i León, o powierzchni 47,89 km². W 2011 roku gmina liczyła 532 mieszkańców.